# Боббі Пірс (веслувальник)
Боббі Пірс (англ. Bobby Pearce, 30 вересня 1905 — 20 травня 1976) — австралійський академічний веслувальник.
Олімпійський чемпіон 1928, 1932 років в одиночці.
Переможець Ігор Співдружності 1930 року в одиночці.
Переможець Діамантового виклику в парному веслуванні 1931 року в одиночці.
Переможець Золотого кубка виклику в одиночці.